# Neuseeländische Cricket-Nationalmannschaft in den Vereinigten Arabischen Emiraten in der Saison 2023
Die Tour der neuseeländischen Cricket-Nationalmannschaft in die Vereinigten Arabischen Emirate in der Saison 2023 fand vom 17. bis zum 20. August 2023 statt. Die internationale Cricket-Tour war Bestandteil der Internationalen Cricket-Saison 2023 und umfasste drei Twenty20s. Neuseeland gewannen die Serie mit 2–1.

## Vorgeschichte
Die Vereinigten Arabischen Emirate spielten zuvor eine Tour gegen die West Indies, während es für Neuseeland die erste Tour der Saison war. Das war auch das erste Aufeinandertreffen bei einer Tour gegeneinander.

## Stadien
| Stadion                             | Stadt | Kapazität | Spiele      |
| ----------------------------------- | ----- | --------- | ----------- |
| Dubai International Cricket Stadium | Dubai | 25.000    | 1. – 3. T20 |

## Kaderlisten
Neuseeland benannte seinen Kader am 19. Juli 2023. Die Vereinigten Arabischen Emirate benannten ihren kader am 16. August 2023.
| ODI | ODI |
| Ver. Arab. Emirate | Neuseeland |
| --- | --- |
| - Muhammad Waseem (K) - Ali Naseer - Ansh Tandon - Aryansh Sharma (wk) - Asif Khan - Aayan Afzal Khan - Basil Hameed - Ethan D’Souza - Mohammed Faraazuddin - Jash Giyanani - Junaid Siddique - Lovepreet Singh - Muhammad Jawadullah - Sanchit Sharma - Vriitya Aravind (wk) - Zahoor Khan | - Tim Southee (K) - Adithya Ashok - Chad Bowes - Mark Chapman - Dane Cleaver (wk) - Jacob Duffy - Lockie Ferguson - Dean Foxcroft - Kyle Jamieson - Cole McConchie - Jimmy Neesham - Ben Lister - Rachin Ravindra - Mitchell Santner - Tim Seifert (wk) - Henry Shipley - Blair Tickner - Will Young |

## Twenty20 Internationals

### Erstes Twenty20 in Dubai
| 17. August Scorecard | Dubai | Neuseeland 155-6 (20)          | – | Ver. Arab. Emirate 136 (19.4) |
|                      |       | Neuseeland gewinnt mit 19 Runs |   |                               |

Die Vereinigten Arabischen Emirate gewannen den Münzwurf und entschieden sich als Feldmannschaft zu beginnen. Als Spieler des Spiels wurde Tim Southee ausgezeichnet.

### Zweites Twenty20 in Dubai
| 19. August Scorecard | Dubai | Neuseeland 142-8 (20)                              | – | Ver. Arab. Emirate 144-3 (15.4) |
|                      |       | Vereinigte Arabische Emirate gewinnt mit 7 Wickets |   |                                 |

Die Vereinigten Arabischen Emirate gewannen den Münzwurf und entschieden sich als Feldmannschaft zu beginnen. Als Spieler des Spiels wurde Aayan Afzal Khan ausgezeichnet.

### Drittes Twenty20 in Dubai
| 20. August Scorecard | Dubai | Neuseeland 166-5 (20)          | – | Ver. Arab. Emirate 134-7 (20) |
|                      |       | Neuseeland gewinnt mit 32 Runs |   |                               |

Die Vereinigten Arabischen Emirate gewannen den Münzwurf und entschieden sich als Feldmannschaft zu beginnen. Als Spieler des Spiels wurde Will Young ausgezeichnet.

## Auszeichnungen

### Player of the Series
Als Player of the Series wurde der folgende Spieler ausgezeichnet.
| Serie    | Player of the Series |
| -------- | -------------------- |
| Twenty20 | Mark Chapman         |

### Player of the Match
Als Player of the Match wurden die folgenden Spieler ausgezeichnet.
| Spiel       | Player of the Match |
| ----------- | ------------------- |
| 1. Twenty20 | Tim Southee         |
| 2. Twenty20 | Aayan Afzal Khan    |
| 3. Twenty20 | Will Young          |